# Compagne de voyage
Pour plus de détails, voir Fiche technique et Distribution.
Compagne de voyage (titre original : Compagna di viaggio) est un film italien réalisé par Peter Del Monte et sorti en 1996.

## Fiche technique
- Titre original : Compagna di viaggio
- Réalisation : Peter Del Monte
- Scénario : Peter Del Monte, Mario Fortunato, Gloria Malatesta, Claudia Sbarigia
- Photographie : Giuseppe Lanci
- Lieu de tournage : Rome
- Musique : Dario Lucantoni
- Montage : Simona Paggi
- Genre : Film dramatique
- Durée : 104 minutes
- Dates de sortie: 
  - 26 avril 1996 : Italie
  - mai 1996 : Festival de Cannes

## Distribution
- Michel Piccoli : Cosimo
- Asia Argento : Cora
- Lino Capolicchio : Pepe
- Silvia Cohen : Ada
- Max Malatesta : Giulio

## Récompenses et distinctions
- Meilleur film aux Globes d'or[1]
- Sélection Un Certain regard au Festival de Cannes 1996